# Rhynchostele galeottiana
Rhynchostele galeottiana är en orkidéart som först beskrevs av Achille Richard, och fick sitt nu gällande namn av Soto Arenas och Gerardo A. Salazar. Rhynchostele galeottiana ingår i släktet Rhynchostele och familjen orkidéer. Inga underarter finns listade i Catalogue of Life.